# Staša Zajović
Stanislava Staša Zajović (1953, Nikšić, Montenegro) es una activista feminista, pacifista y miembro del Movimiento LGBT montenegrina, cofundadora y coordinadora de la organización Mujeres de negro (Women in Black) de Belgrado creada en 1991 en el inicio de la guerra de la antigua Yugoslavia.

## Trayectoria
Es licenciada en Lenguas Románicas por la Facultad de Filología de la Universidad de Belgrado (1977).
De 1985 a 1992 fue activista en el grupo feminista  Zena i drustvo (Mujer y Sociedad) de Belgrado, Cofundadora de SOS Línea Directa para Mujeres y Infancia Víctimas de Violencia, del Lobby de Mujeres de Belgrado, en el Centro para la Acción Antibélica de Belgrado, Movimiento Cívico de Resistencia, etc. 
En 1991 fue cofundadora y coordinadora de movimiento Mujeres de Negro de Belgrado y ha continuado participando en otras organizaciones como Women’s Peace Network,The International Network of Women’s Solidarity against War, Network of Conscientious Objectors and Anti militarism in Serbia, The Coalition for a Secular State, etc.
En Belgrado, durante la guerra de la ex-Yugoslavia fue una de las activistas que lideró las vigilias silenciosas de las «Mujeres de Negro» que tuvieron lugar regularmente cada semana desde 1991 a 1997 como protesta no violenta contra la guerra; la política del régimen serbio; el nacionalismo; el militarismo y todas las formas de odio, discriminación y violencia. Daban apoyo a los desertores de todas las ex repúblicas yugoslavas, organizaban acciones para acoger a los refugiados y publican libros y revistas.
Stasa viajó con frecuencia a Europa para denunciar la situación y coordinar la solidaridad con las redes internacionales de mujeres, especialmente a Italia donde se creó el primer grupo de Mujeres de Negro en Europa (Donne di Nero 1991) con motivo de la Guerra del Golfo y a España. Posteriormente ha seguido denunciando el auge de las fuerzas extremistas en Serbia y el peligro de la involución democrática, así como la presión del fundamentalismo religioso. Stasa participó en el 2006 en respuesta a la propuesta de Ley de Iglesias y Comunidades Religiosas, que le conferiría derechos extraordinarios a la iglesia ortodoxa serbia, Mujeres de Negro creó junto con varias organizaciones 

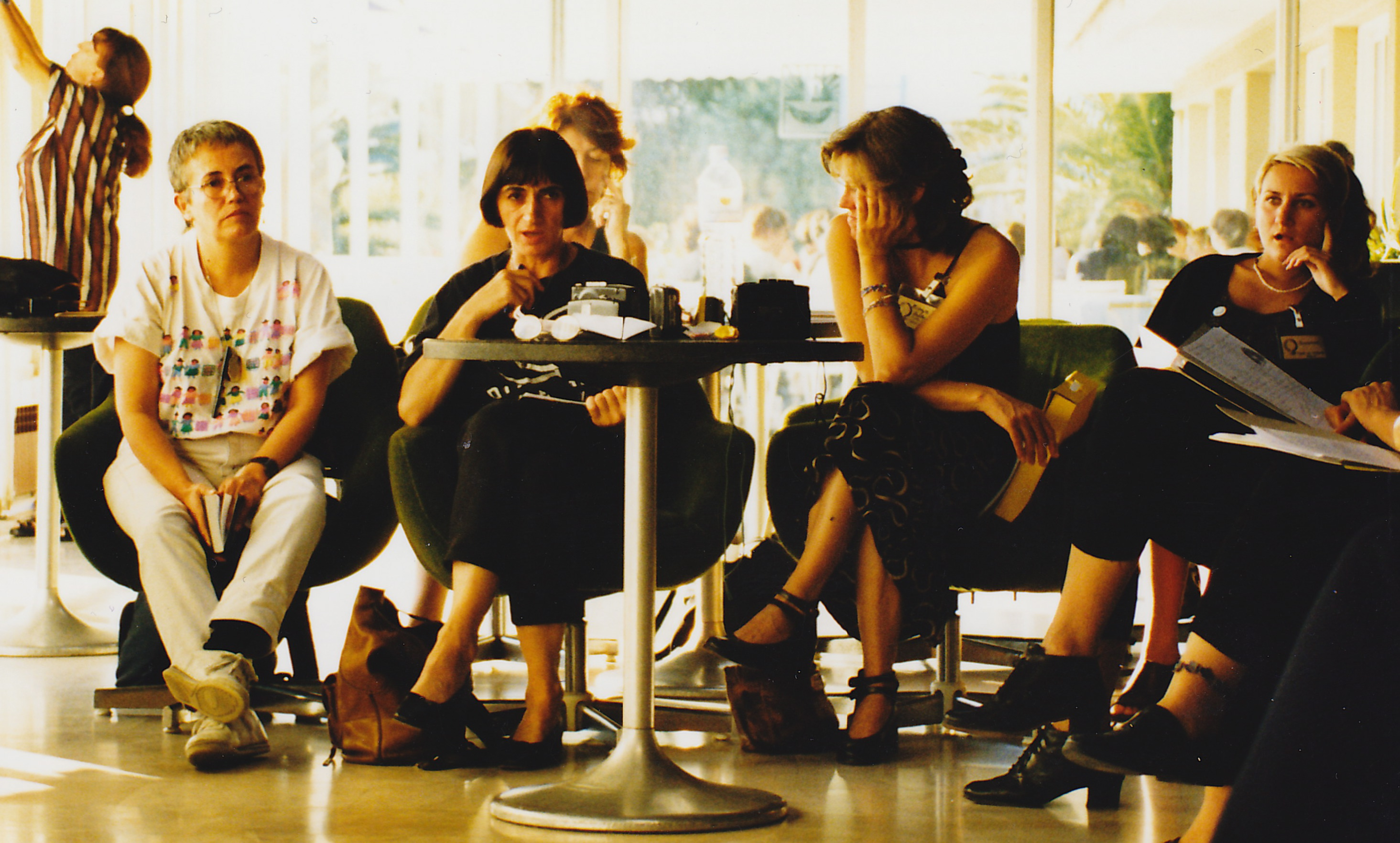
Encuentro internacional Mujeres de Negro 1999 Montenegro

de la sociedad civil la Coalición por un Estado Laico y se organizaron una serie de reuniones públicas para discutir la ley, redactó varias enmiendas y luego hizo cabildeo en el Parlamento serbio para lograr que fueran aprobadas.
Habla español, italiano e inglés.
Ha organizado numerosas actividades educativas sobre los derechos humanos relacionados con las mujeres: políticas de paz de las mujeres, políticas interétnicas y de solidaridad intercultural, mujeres y poder, mujeres y antimilitarismo.
Es autora de numerosos ensayos, artículos en medios de comunicación locales, regionales e internacionales, revistas y publicaciones sobre la mujer y la política, derechos reproductivos, la guerra, el nacionalismo y el militarismo, la resistencia de las mujeres a la guerra y el antimilitarismo.